# Travisia olens
Travisia olens är en ringmaskart som beskrevs av Ehlers 1897. Travisia olens ingår i släktet Travisia och familjen Opheliidae.
Artens utbredningsområde är havet kring Nya Zeeland. Utöver nominatformen finns också underarten T. o. novaezealandiae.